# Eugenia poliensis
Eugenia poliensis är en myrtenväxtart som beskrevs av André Aubréville och François Pellegrin. Eugenia poliensis ingår i släktet Eugenia och familjen myrtenväxter.
Artens utbredningsområde är Kamerun. Inga underarter finns listade i Catalogue of Life.